# 김원진 (유도 선수)
김원진(金源鎭, 1992년 5월 1일~)은 대한민국의 유도 선수이다. 2024년 하계 올림픽에 참가, 유도 혼성 단체전에서 동메달을 기록하였다. 2016년과 2020년 하계 올림픽에도 참가하였었다. 세계 유도 선수권 대회에서 동메달 2개(2013, 2015)를 획득했다.